# Visingsborg

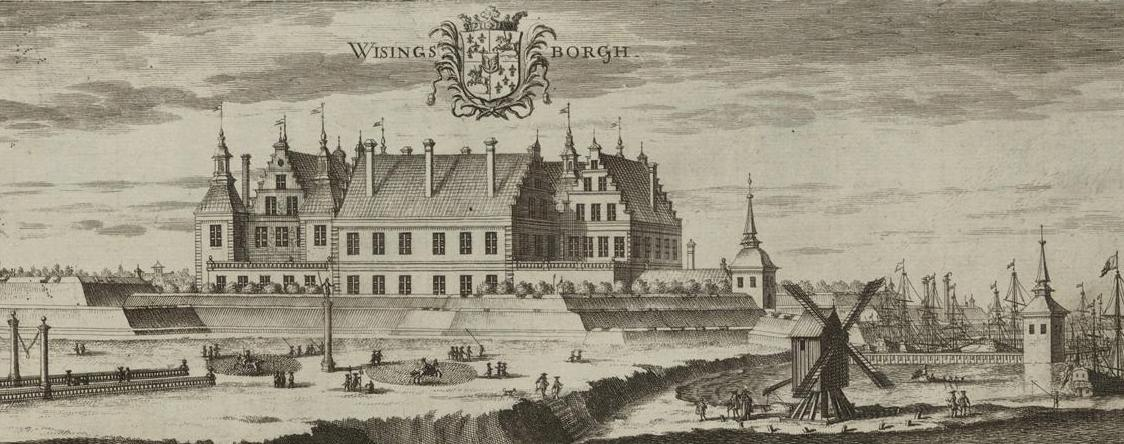
Tekening uit de 17e eeuw van Eric Dahlberg van de burcht Visingsborg.

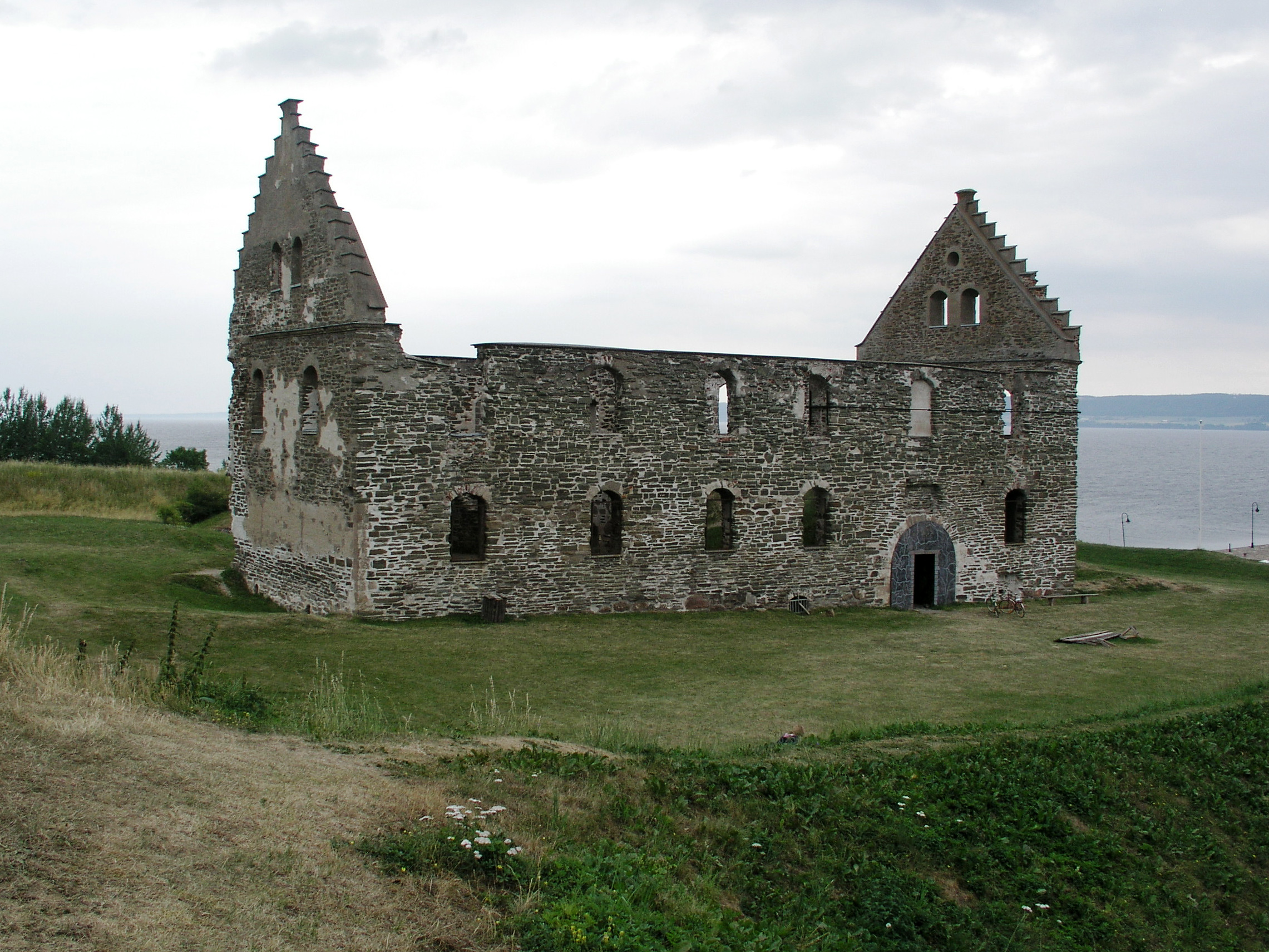
De hedendaagse ruïne van Visingsborg.

Visingsborg (ook wel Wisingsborg) was een burcht aan de oostzijde van het Zweedse eiland Visingsö. De burcht was tussen 1500 en 1700 eigendom van de Brahe-familie.
De burcht werd gebouwd rond 1560, had een slotgracht, een ommuring, een kapel en levensruimte voor enkele burgers. Ook stond er aan de waterkant een uitkijktoren.
Visingsborg was het centrum van het graafschap Visingsborg, wat bestond uit het eiland Visingsø, grondgebied in Småland en ook in Västergötland enkele hectaren.
Op 22 en 23 december 1718 brandde het slot grotendeels af, waarna het niet werd herbouwd. Tijdens de Grote Noordse Oorlog gebruikten de Russen het overgebleven gebouw als opslagplaats voor onder andere munitie. In latere periodes werd het gebouw nog gebruikt als visafslag.